# Janko Konstantinov
 (décembre 2023).
Si vous disposez d'ouvrages ou d'articles de référence ou si vous connaissez des sites web de qualité traitant du thème abordé ici, merci de compléter l'article en donnant les références utiles à sa vérifiabilité et en les liant à la section « Notes et références ».
Janko Konstantinov (en macédonien Јанко Константинов), né le 18 janvier 1926 à Bitola, en république de Macédoine, alors dans le royaume des Serbes, Croates et Slovènes, et mort en 2010, est un architecte et un peintre macédonien.

## Biographie
Georgi Konstantinovski a d'abord travaillé pour Alvar Aalto en Finlande avant de retourner en république socialiste de Macédoine après le tremblement de terre de 1963 à Skopje. Il participe alors à l'établissement d'un véritable courant architectural, en dessinant notamment les plans de la poste centrale.
Janko Konstantinov est aussi un peintre, et il a notamment réalisé des fresques et des icônes pour l'église de la Vierge à Bitola, sa ville natale. Il s'est ensuite spécialisé dans l'aquarelle.

## Réalisations notables

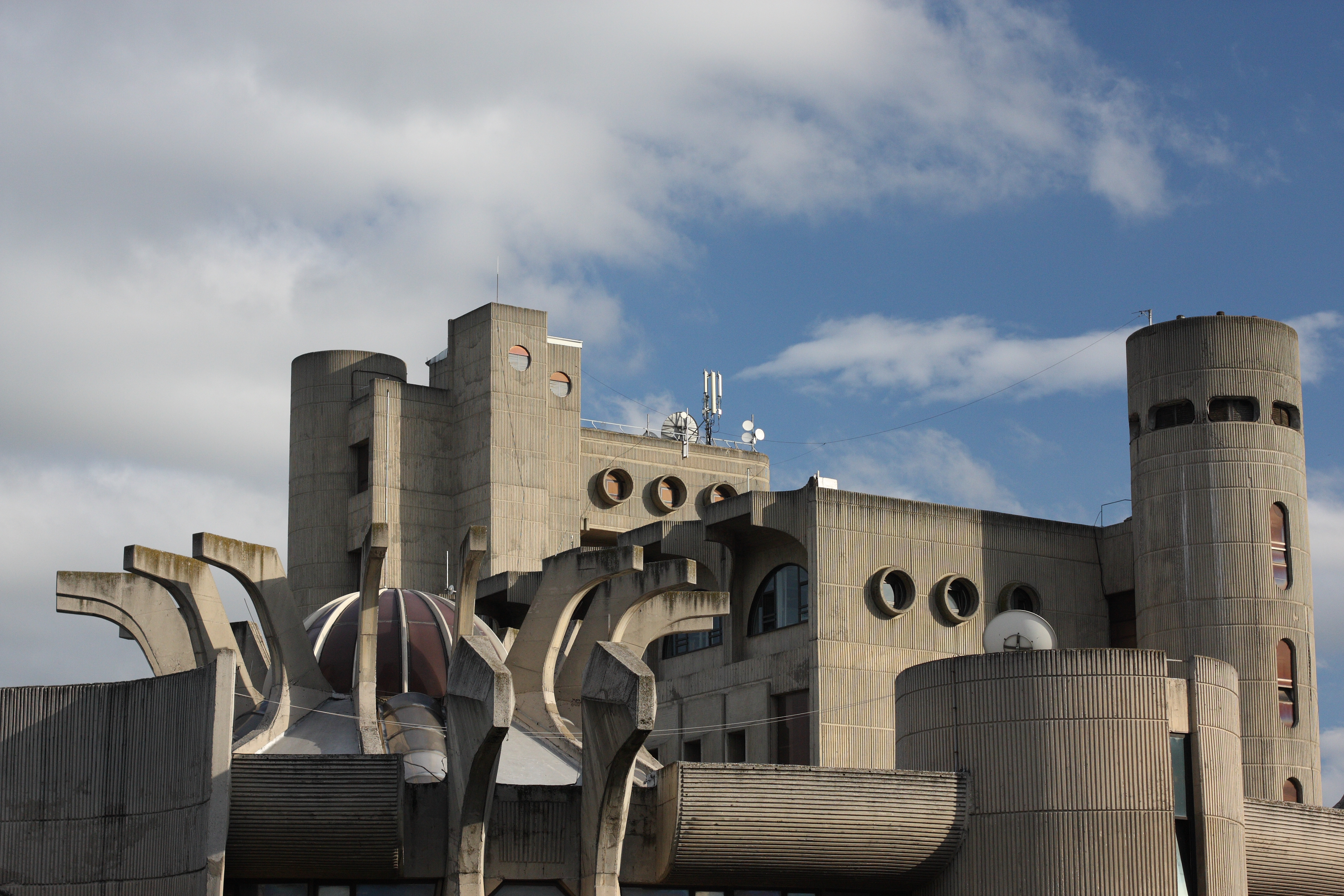
Le Centre des Télécommunications

- Centre des Télécommunications à Skopje.
- Lycée Nikola Karev à Skopje.
- Station de séismologie à Valandovo.
- Faculté technique de Stockholm.
- Divers édifices commerciaux et résidentiels en Californie.